# 耶舍
耶舍（梵文名Yasa），又譯為耶輸陀，也稱智度耶舍，佛陀弟子。是僧團中第六名比丘，第七位阿羅漢。率領五十位朋友皈依佛陀，成為常隨眾一千二百五十人其中一眾。佛滅百年後另有一位耶舍長老發起了第二次結集。

## 生平
耶舍，意思是上傘、寶蓋。因他出生時，天上自然出現寶傘，因此而名。
波羅奈國迦尸尸城的俱梨迦長者之子，自幼早慧，生活豪華奢侈，住三時宮殿，卻希望擁有清淨的生活。在縛囉迦河邊，佛陀曾為耶舍說法，講解布施、持戒之理。之後耶舍出家，引領他四位朋友加入僧團。之後，又引領他五十位朋友出家。
智度耶舍之父為耶輸伽父，是佛教史上歸依三寶的第一位居士（優婆塞），其母亦是第一位女居士（優婆夷）。